# Drassodes natali
Drassodes natali es una especie de araña araneomorfa del género Drassodes, familia Gnaphosidae. La especie fue descrita científicamente por Esyunin & Tuneva en 2002.
La longitud del cuerpo del macho es de 6,9 milímetros. El prosoma de la hembra mide 4,1-5,2 milímetros de longitud y su cuerpo 7,1-8,9 milímetros. La especie se distribuye por Rusia (Europa a Siberia del Sur), Kazajistán, Mongolia, China y Corea.